# Уральське (Кваркенський район)
Ура́льське (рос. Уральское) — село у складі Кваркенського району Оренбурзької області, Росія.

## Населення
Населення — 487 осіб (2010; 594 у 2002).
Національний склад (станом на 2002 рік):
- росіяни — 72 %